# عبد الله الخربيط
عبد الله عبد الحميد ذياب الخربيط هو سياسي عراقي من مواليد عام 1974 حاصل على شهادة بكالوريوس شغل منصب عضو في مجلس النواب العراقي عن محافظة الانبار في دورته الرابعة ضمن تحالف القرار العراقي (2018-2022).

## الاحتجاجات العراقية
إنتشر شريط فيديو للناشطة في الاحتجاجات العراقية ماري محمد، اختطفت مُسبقاً، زعمت فيه أنها أقامت علاقة مع النائب العراقي عبد الله الخربيط، قائلة : إنها كانت محتجزة تحت تهديد السلاح وأجبرت على تصوير الفيديو أثناء أسرها.